# Jelena Těmnikova
Jelena Vladimirovna Těmnikova (rusky Елена Владимировна Темникова; 18. duben 1985 Kurgan, Kurganská oblast, RSFSR, dnes Rusko) je ruská zpěvačka. Proslavila se účastí v talentové show Továrna hvězd a především jako členka (v letech 2006–14) dívčí popové skupiny Serebro.

## Kariéra

### 2003–06: Továrna hvězd a sólová kariéra
Hudbu začala studovat, když jí bylo pět let; hrála na housle a zpívala ve sboru. Ve známost vešla jako soutěžící v Továrně hvězd, programu, který v roce 2003 běžel na ruské TV stanici První kanál. Zde ji zahlédl Maxim Fadějev, hlavní producent soutěže, se kterým podepsala nahrávací smlouvu u firmy Monolit Records.